# Compsanthias ventralis
Compsanthias ventralis (Synonym: Pseudanthias ventralis) ist eine kleine Fahnenbarschart, die im südlichen Pazifik von den Cookinseln bis zu den Pitcairninseln, im südwestlichen Pazifik vom Great Barrier Reef bis Vanuatu und im nordwestlichen Pazifik von den japanischen Ryūkyū-Inseln bis zu den Marshallinseln vorkommt.

## Merkmale
Die Fische werden maximal 7 cm lang und haben einen langgestreckten Körper, dessen Standardlänge das 2,8 bis 3,1-fache der Körperhöhe beträgt. Die Population im südlichen Zentralpazifik ist orange-gelb gefärbt mit lavendelfarbenen Punkten auf dem Rücken und einem Stich ins lavendelfarbene an den Körperseiten. Der Bauch, die Schnauze und der Kopfabschnitt vor und unter den Augen ist hellgelb. Die Flossen sind gelb mit lavendelfarbenen Punkten oder Rändern. Beim Tuamotu-Archipel kann die Rückenfärbung zum Magenta tendieren. Insgesamt zeigt die Art in ihren verschiedenen Verbreitungsgebieten eine mehr oder weniger stark abweichende Färbung.
Morphometrie:
- Flossenformel: Dorsale X/17; Anale III/9; Pectorale 15; Ventrale i/5; Caudale 15
- Schuppenformel: 4-5/39-46/18-19/20-22
- Kiemenrechen: 7-8+21-24
- Branchiostegalstrahlen: 7
- Wirbel: 26

## Lebensweise
Compsanthias ventralis lebt in Tiefen von 26 bis 120 Metern sehr versteckt im und über dem Geröll an der Basis von Korallenriffen und ernährt sich von planktonisch lebenden kleinen Krebstieren, Krebstierlarven und von Fischeiern.

## Systematik

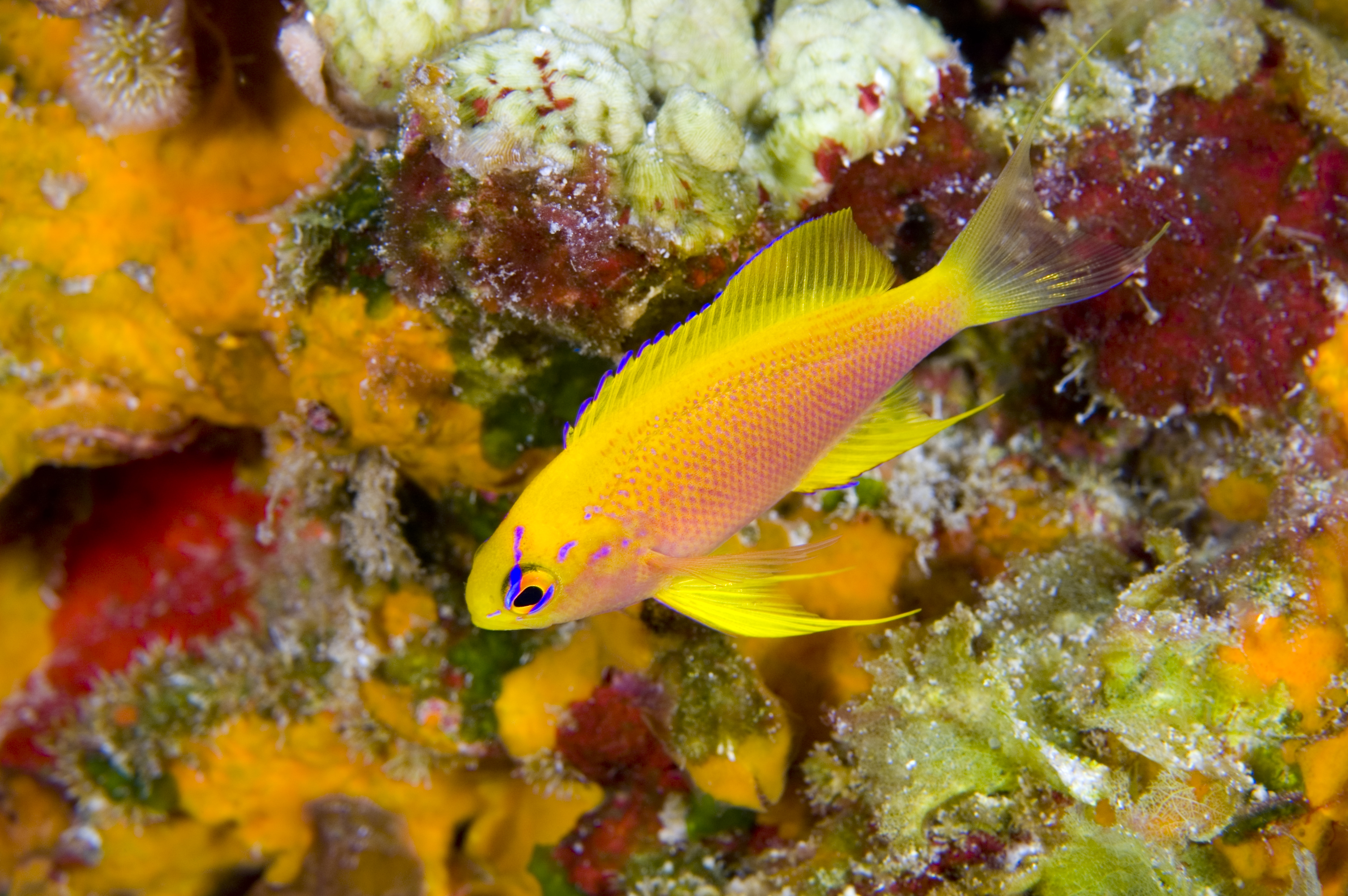
Compsanthias hawaiiensis

Die Fischart wurde 1979 durch den US-amerikanischen Zoologen John Ernest Randall unter der Bezeichnung Anthias (Pseudanthias) ventralis ventralis erstmals wissenschaftlich beschrieben. In der gleichen Veröffentlichung beschrieb er Anthias (Pseudanthias) ventralis hawaiiensis als zweite Unterart von Anthias (Pseudanthias) ventralis. Eine Beschreibung der gemeinsamen Merkmale beider Unterarten wurde aber nicht veröffentlicht. Im Juni 2024 wurden beide als eigenständige Arten der neu eingeführten Gattung Compsanthias zugeordnet.
Da Compsanthias ventralis ein disjunktes, nicht zusammenhängendes Verbreitungsgebiet hat und die Populationen in den drei Gebieten sich in ihrer Färbung unterscheiden, könnte es sein, dass sich hinter der Art ein Komplex sehr nah verwandter Arten verbirgt, zu dem dann auch Compsanthias hawaiiensis gehört. Da die Terra typica von Compsanthias ventralis vor der Küste der Insel Pitcairn im südlichen Pazifik liegt würde die Bezeichnung C. ventralis nur für die südpazifische Population gelten und die Populationen im südwestlichen und nordwestlichen Pazifik müssten als neue Arten beschrieben werden.

## Belege
1. 1 2  
Pseudanthias ventralis auf Fishbase.org (englisch)
2. 1 2 3  
John Ernest Randall (1979). A review of the serranid fish genus Anthias of the Hawaiian Islands, with descriptions of two new species. Contrib. Sci. Natur. Hist. Mus. Los Angeles County, 302:1-13.
3. 1 2  
Lemon Tyk: Diversity and forms of the Pseudanthias ventralis species flock: How many are there? Artikel bei reefbuilders.com
4. ↑  
Anthony C. Gill (2024): Compsanthias, new genus of Pacific Anthiadidae (Teleostei). Zootaxa, 5463 (3): 360-374. DOI: 10.11646/ZOOTAXA.5463.3.3